# Geidi Primes
Albums de Grimes
Halfaxa
(2010)
Geidi Primes est le premier album studio de l'artiste canadienne Grimes, sorti le 10 janvier 2010.

## Liste des chansons
Toutes les chansons sont écrites et composées par Grimes.
| No  | Titre                  | Durée |
| --- | ---------------------- | ----- |
| 1.  | Caladan                | 2:26  |
| 2.  | Sardaukar Levenbrech   | 2:06  |
| 3.  | Zoal, Face Dancer      | 2:36  |
| 4.  | Rosa                   | 3:13  |
| 5.  | Avi                    | 2:36  |
| 6.  | Feyd Rautha Dark Heart | 3:32  |
| 7.  | Gambang                | 1:34  |
| 8.  | Venus in Fleurs        | 2:43  |
| 9.  | Grisgris               | 2:23  |
| 10. | Shadout Mapes          | 4:32  |
| 11. | Beast Infection        | 2:21  |

## Crédits
- Grimes : vocaliste, productrice, artwork
- Erik Zuuring : design

## Historique de sortie
| Pays         | Date              | Label           | Format(s)                                        |
| ------------ | ----------------- | --------------- | ------------------------------------------------ |
| Canada,      | 10 janvier 2010   | Arbutus Records | - Cassette (limité à 30 copies) - Téléchargement |
| Royaume-Uni, | 19 septembre 2011 | No Pain in Pop  | - CD - LP                                        |
| Canada       | 31 janvier 2012   | Arbutus Records | - CD                                             |